# Colpotrochia pilosa
Colpotrochia pilosa är en stekelart som först beskrevs av Cameron 1909.  Colpotrochia pilosa ingår i släktet Colpotrochia och familjen brokparasitsteklar.

## Underarter
Arten delas in i följande underarter:
- C. p. okinawana
- C. p. sinensis
- C. p. philippinensis
- C. p. monticola